# Hemipilia yunnanensis
Hemipilia yunnanensis är en orkidéart som beskrevs av Rudolf Schlechter. Hemipilia yunnanensis ingår i släktet Hemipilia och familjen orkidéer. Inga underarter finns listade i Catalogue of Life.